# Tập hợp hoàn hảo
Trong tô pô chung, một tập hợp con của không gian tôpô là hoàn hảo nếu nó đóng và không có điểm cô lập. Tương đương: tập hợp {\displaystyle S} là hoàn hảo nếu {\displaystyle S=S'}, với {\displaystyle S'} biểu thị tập hợp tất cả các điểm giới hạn của {\displaystyle S}, còn được gọi là tập hợp dẫn xuất của {\displaystyle S}.

## Ví dụ
Ví dụ về tập hợp con hoàn hảo của đường thẳng thực {\displaystyle \mathbb {R} } là: tập hợp rỗng, tất cả các khoảng đóng, toàn bộ đường thẳng thực và tập hợp Cantor. Tập hợp Cantor đáng chú ý ở chỗ nó hoàn toàn không liên thông.